# Ahmed Ould Bahya
Ahmed Ould Bahya né le 31 décembre 1962 à Atar, est un homme politique mauritanien. 
Il EST ministre d'État à l'Éducation nationale, à l'Enseignement supérieur et la Recherche scientifique entre 2011 et 2014. 

## Carrière universitaire
Ahmed Ould Bahya est marié et est père de quatre enfants.  
Titulaire d'un doctorat d'État en mathématiques de l'université Mohamed-V en 1997, il commence sa carrière en 1989 comme maître de conférence à l'université de Nouakchott. Il devient professeur habilité en 1996, puis accède au grade de professeur des universités en 2003. 
De 2002 à 2004, il occupe le poste de conseiller technique du recteur de l'université de Nouakchott, chargé des projets, avant d'être nommé secrétaire général de cet établissement en février 2009.  

## Carrière politique
Ahmed Ould Bahya est, à partir du 22 mars 2011, ministre d'État à l'Éducation nationale, à l'Enseignement supérieur et la Recherche scientifique, fonction qu'il occupe jusqu'en 2014.
Il est par la suite le directeur de cabinet du président Mohamed Ould Adbel Aziz, qu’il connaît depuis l’enfance, leurs familles étant liées de longue date. 
En décembre 2019, il est nommé ambassadeur de Mauritanie en France, puis ambassadeur au Maroc le 20 mai 2023. 